# 死体検案書
死体検案書（したいけんあんしょ）とは、医師もしくは獣医師が人や家畜の死亡事由などについて記した書類のことであり、死亡診断書と同等に死亡を証明する効力を持つ。実際に検案した医師のみ（家畜であれば獣医師のみ）が死体検案書を発行できる。死亡診断書と異なり、歯科医師は死体検案書を発行できない。
死因が継続的に診療中のものである場合については死亡診断書が作成される。それ以外の場合は死亡診断書を作成することはできず、医師は死体を検案しなければならない。検案によって異状死であると判断した場合は、医師法第21条「異状死体等の届出義務」に基づき、24時間以内に所轄警察署に届出をしなければならない。その後、必要があると判断されれば、司法解剖・行政解剖に回される。

## 書式
人の場合、死体検案書と死亡診断書の書式は同一であるので、不必要な方を二重線で取り消さなければならない（死体検案書を発行する場合は死亡診断書や診断と記載されている部分を取り消す）。検案を行ってもわからない場合は「不詳」と、時刻・時間を正確に計算できない場合は「（推定）」と記載する。また記載する必要のない項目については偽造防止のために斜線を引く。
1. 氏名、性別、生年月日
2. 死亡したとき
3. 死亡したところおよびその種別
  1. 死亡したところの種別
  2. 死亡したところ
  3. 施設の名称
4. 死亡の原因
  1. （ア）直接死因と発病（発症）又は受傷から死亡までの期間
  2. （イ）（ア）の原因と発病（発症）又は受傷から死亡までの期間
  3. （ウ）（イ）の原因と発病（発症）又は受傷から死亡までの期間
  4. （エ）（ウ）の原因と発病（発症）又は受傷から死亡までの期間
  5. 直接死因には関係しないが上記の疾病経過に影響を及ぼした傷病名等
  6. 手術の有無と手術年月日
  7. 解剖の有無とその主要所見
5. 死亡の種類
6. 外因死の追加事項
  1. 傷害が発生したとき
  2. 傷害が発生したところの種別
  3. 傷害が発生したところ
  4. 手段および状況
7. 生後一年未満で病死した場合の追加事項
  1. 出生児体重
  2. 単胎・多胎の別
  3. 妊娠週数
  4. 妊娠分娩時における病態又は異状
  5. 母の生年月日
  6. 前回の妊娠の結果
8. その他特に付言すべき事柄
9. 検案年月日、検案書発行年月日と医師の住所・署名・捺印（すべて自書で署名した場合は、捺印はなくともよい）